# Хосе Холевас
Хосе Холевас (грч. Χοσέ Λόυντ Χολέβας; 27. јун 1984, Ашафенбург, Немачка) је грчки фудбалер, који тренутно игра за Вотфорд, а до 2016. је наступао за фудбалску репрезентацију Грчке.

## Каријера
Отац му је Грк, а мајка Уругвајка. Рођен је у немачком граду Ашафенбургу. Године 2002. потписао је за екипу Минхена 1860, где је у почетку чак играо на позицији нападача. У стартној постави је одиграо 31 утакмицу, постигавши 4 гола у првенству и три гола у немачком Купу. 
Након раскида уговора са Немцима, прешао је у Олимпијакос 2010. године. Потписао је уговор са клубом на три године. Дебитовао је у мечу против албанске екипе Бесе у УЕФА лиги Европе (победа, 5-0). Први гол је постигао у утакмици грчке Супер лиге против АЕК-а из Атине. Са Олимпијакосом је освојио четири грчка првенства и два купа. 

## Репрезентација
Добио је држављанство Грчке 2010. Тренер Фернандо Сантос позвао га је за пријатељску утакмицу са Русијом. Био је тиму на Европском првенству 2012.
После одличне сезоне у Олимпијакосу, уврштен је међу 23 играча који су представљали Грчку на Светском првенству 2014. у Бразилу.

### Голови за репрезентацију
| #  | Датум              | Место                   | Противник       | Гол | Резултат | Такмичење   |
| -- | ------------------ | ----------------------- | --------------- | --- | -------- | ----------- |
| 1. | 14. новембар 2012. | Даблин, Република Ирска | Република Ирска | 0-1 | 0-1      | Пријатељска |

## Трофеји
Олимпијакос
- Суперлига Грчке (4) : 2010/11, 2011/12, 2012/13, 2013/14.
- Куп Грчке (2) : 2011/12, 2012/13.